# Самулевич Людмила Максиміліанівна
Людмила Максиміліанівна Захаржевська, у шлюбі Самулевич (1980 — не раніше 1957) — українська історикиня. Дослідниця революційного руху на Півдні України початку XX ст.

## Життєпис
Народилася в 1880 році у Кам'янці-Подільському у родині дрібного службовця М. Захаржевського.
Ідентифікувала себе як українка, рідними називала українську та російську мови. Рано осиротіла. Виховувалась родичами, які принижували її. Середню освіту отримала у семикласній Кам'янець-Подільській Маріїнській гімназії у 1896 році. З 1904 року жила у Москві.
У 1910 році одружилася з П. Самулевичем, революціонером, майбутнім ректором Одеського інституту народної освіти (ОІНО)(1923—1925 рр.). У 1919 вступила до лав РКП(б).
У 1920-х роках виконувала обов'язки заступниці декана робітничого факультету ОІНО.
Померла не раніше 1957 року вже після реабілітації репресованого чоловіка.

## Наукова діяльність
ЇЇ наукова діяльність пов'язана з одеським істпартом, де за нею була закріплені теми «Одеська організація РСДРП на початку XX ст.» та «Лютнева революція і національне питання».
Історико-революційні статті публікувала також в одеській пресі. Головним внеском в розвиток історичних досліджень є брошура, присвячена історії РСДРП в Одесі на початку XX ст., видана до 25-річчя II з'їзду Російської соціал-демократичної робітничої партії великим як на той час накладом у 2000 примірників. Це буле перше ґрунтовне дослідження даного питання на основі солідної джерельної бази.

## Праці
- Одеська організація РСДРП за часів II з'їзду. — Одеса, 1929.